# Crataegus maximowiczii
Crataegus maximowiczii — вид квіткових рослин із родини трояндових (Rosaceae).

## Біоморфологічна характеристика
Це невелике дерево чи кущ до 7 метрів заввишки, з колючками чи без; колючки 1.5–3.5 см. Гілочки пурпурувато-коричневі, спочатку густо-біло запушені, потім ± голі. Листки: ніжки листків 1.5–2.5 см, рідко ворсинчасті; пластина широко яйцювата чи ромбо-яйцювата, 4–6 × 3.5 см, низ густо-білувато ворсинчастий, верх рідко запушений, основа клиноподібна чи широко клиноподібна, зрідка усічена, край віддалено подвійно пилчастий і з 3–5 парами часточок, верхівка гостра. Суцвіття — багатоквітковий складний щиток, 4–5 см у діаметрі. Квітки ≈ 1.2 см у діаметрі; чашолистки трикутно-яйцюваті чи трикутно-ланцетні, 3–4 мм, низ біло запушений; пелюстки білі, майже округлі, ≈ 5 мм; тичинок 20. Яблука пурпурувато-коричневі чи червоні, кулясті, ≈ 8 мм у діаметрі, спочатку запушені, пізніше голі; чашолистки стійкі. Період цвітіння: травень і червень; період плодоношення: серпень і вересень.

## Ареал
Зростає у центральній і центрально-східній частині Китаю (Ґаньсу, Ґуйчжоу, Хебей, Шеньсі, Шаньсі, Сичуань).
Росте поблизу або в змішаних лісах, узбіччях доріг, узбережжях річок; на висотах 200–1000 метрів.

## Використання
Плоди їдять сирими чи вареними чи сушать.

## Галерея

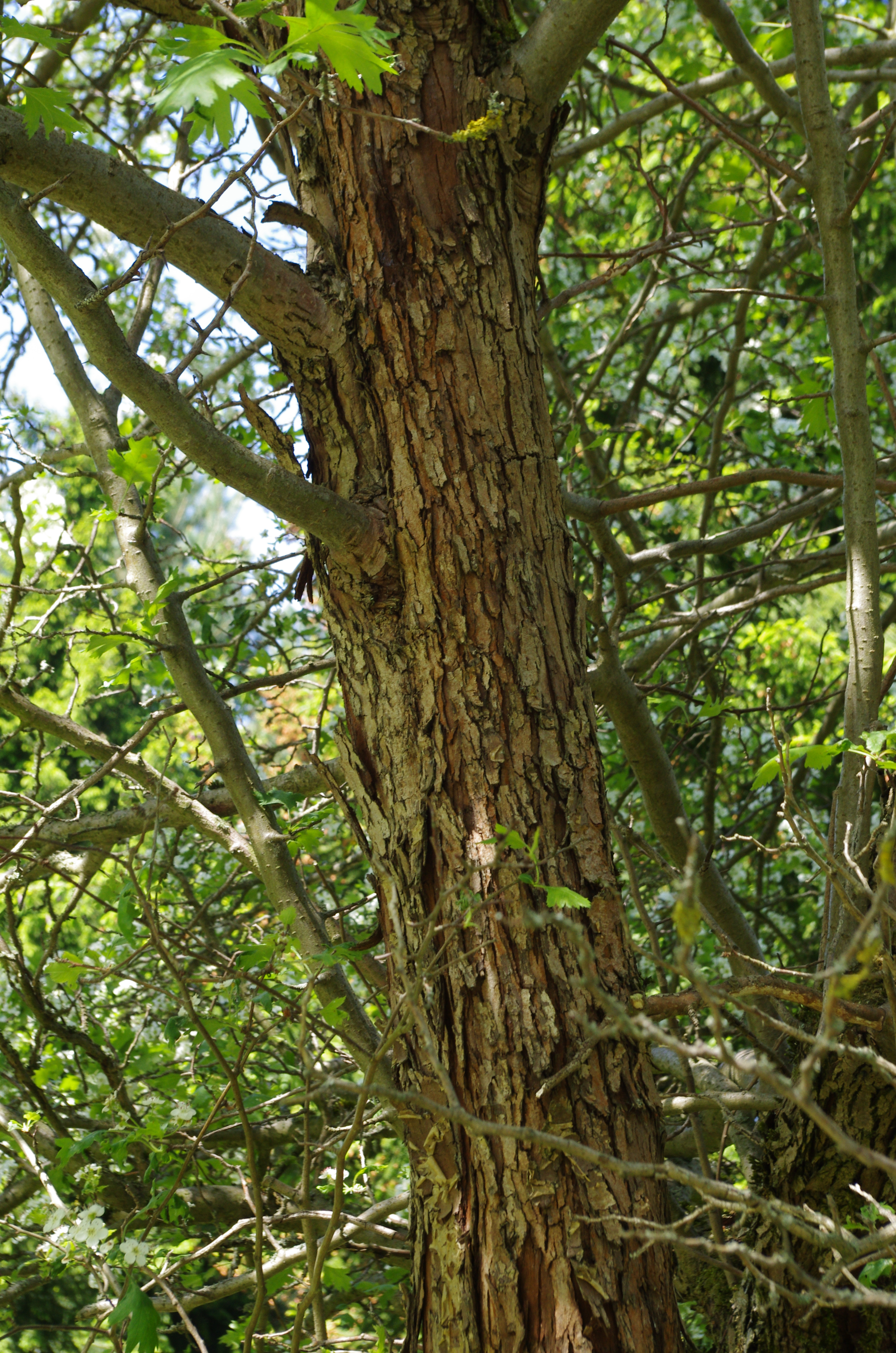
стовбур
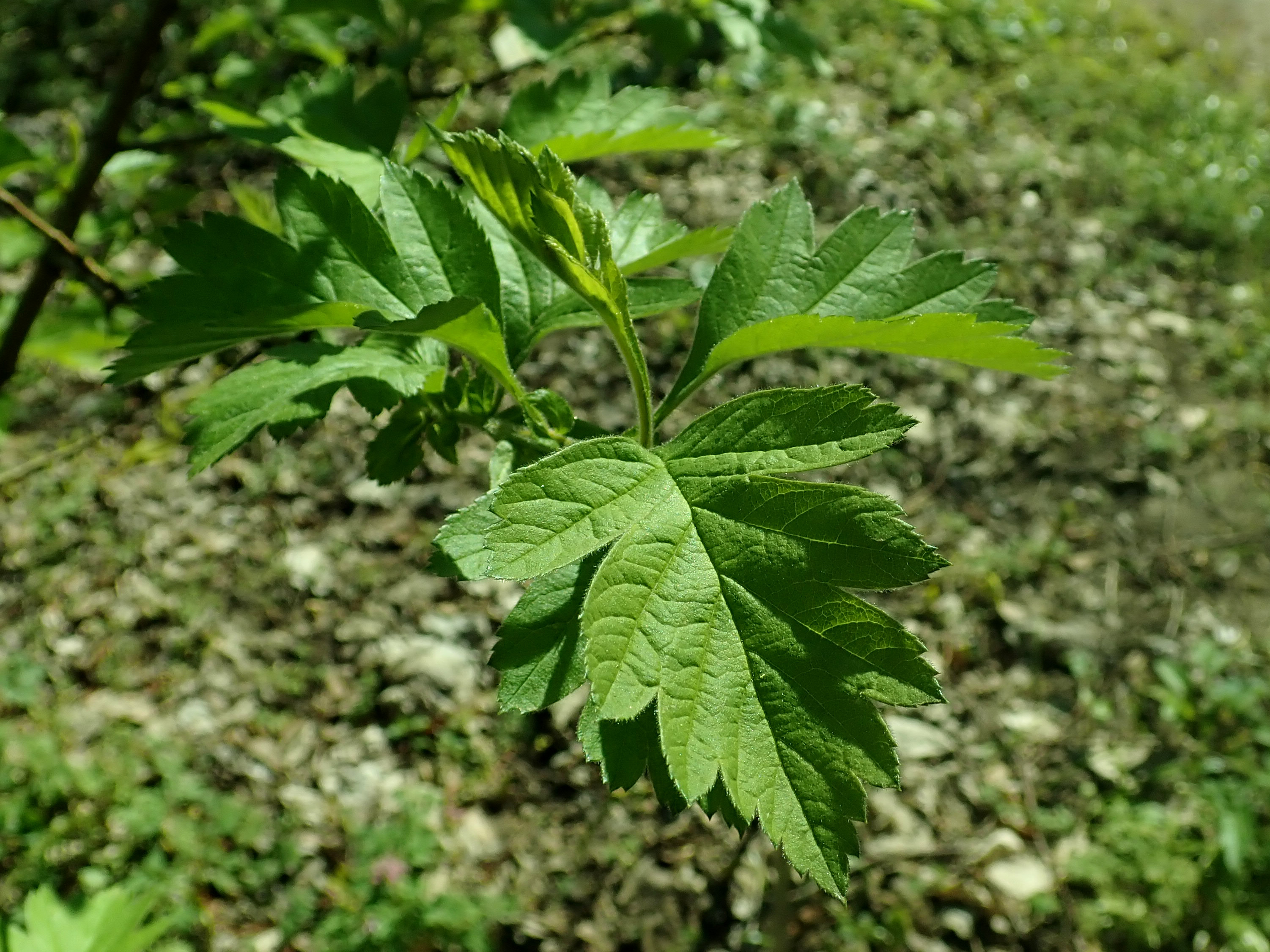
листки
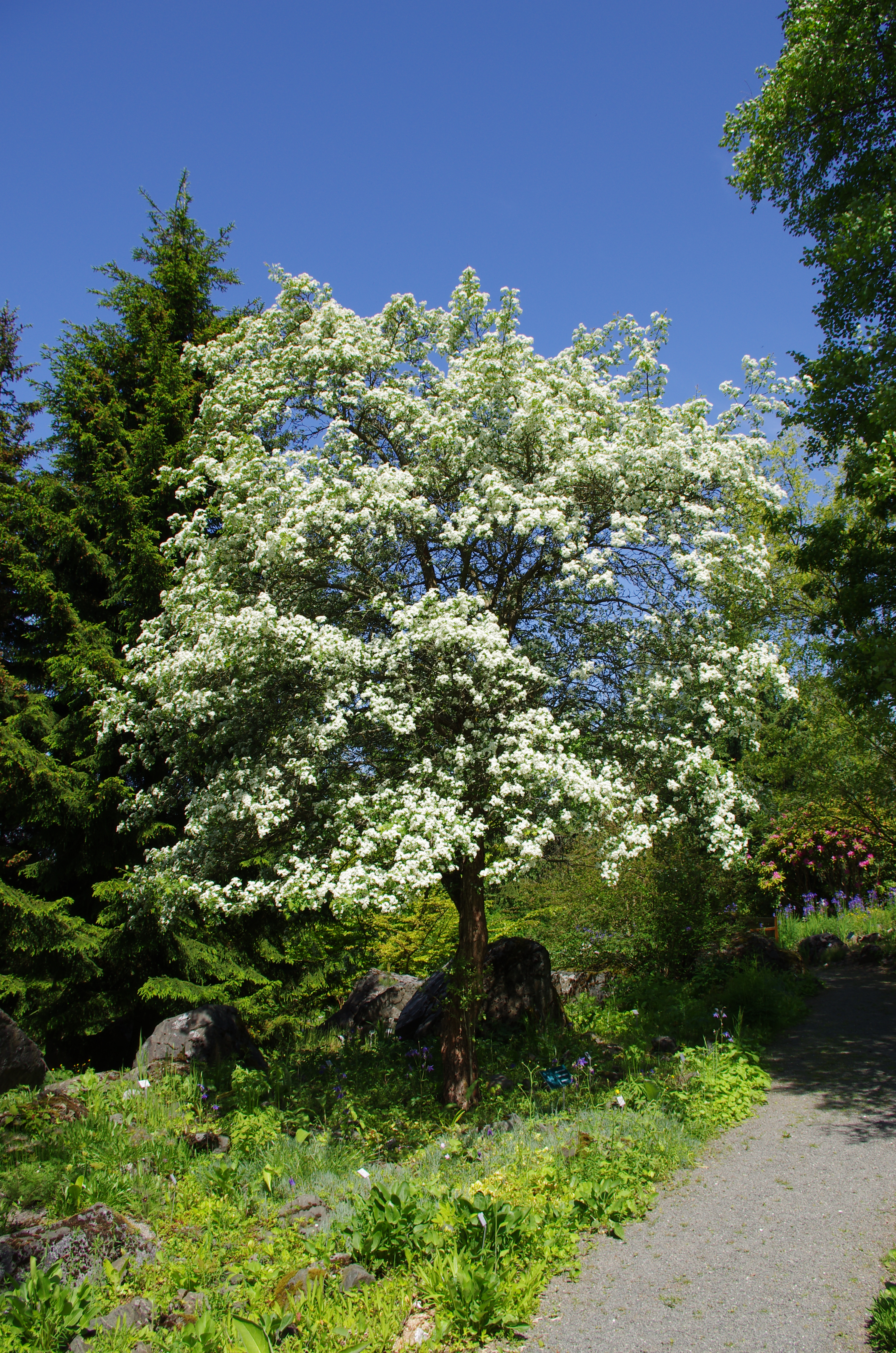
дерево в квітах
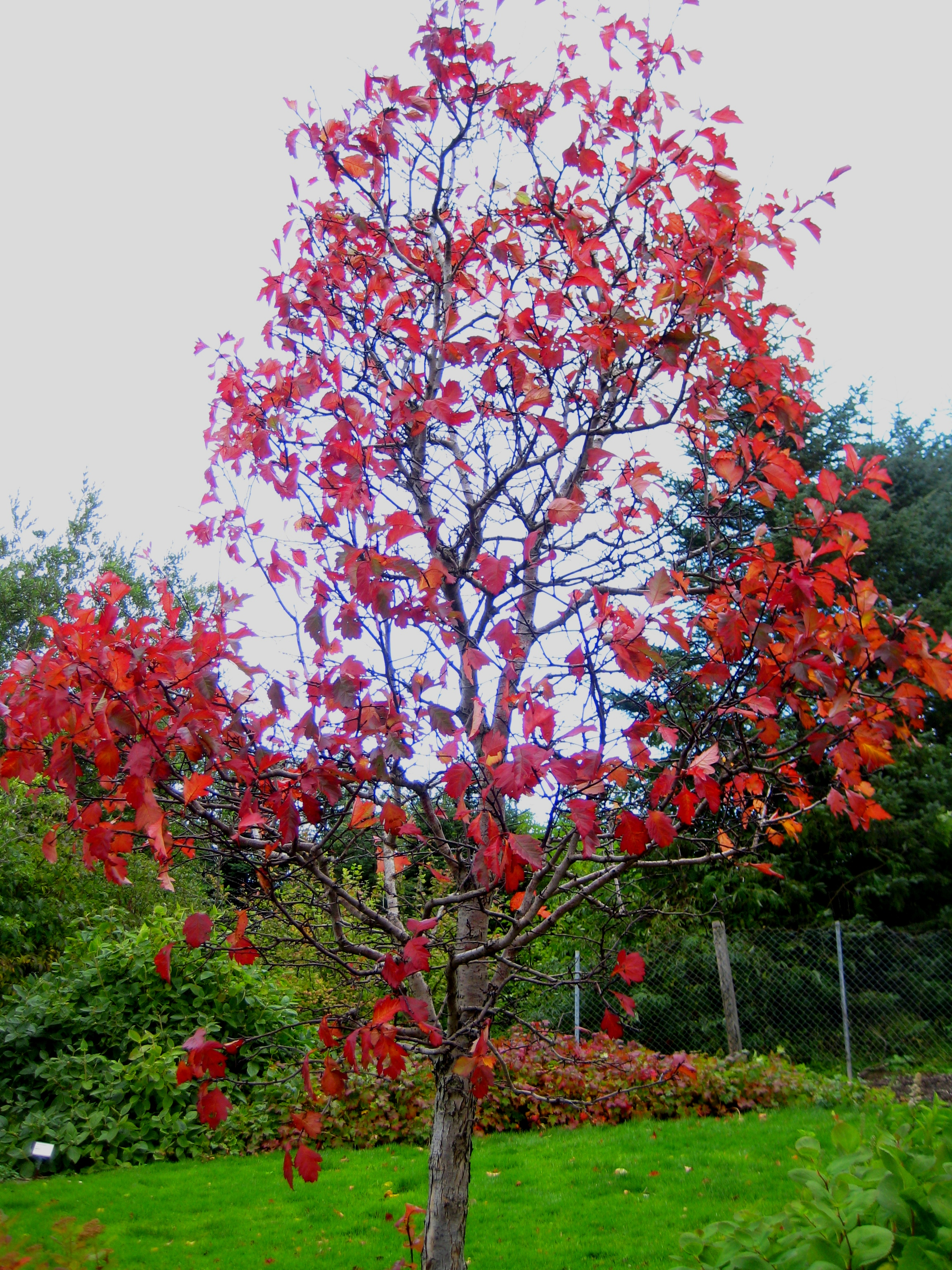
дерево восени